# Sosnowa (Leszczydół-Nowiny)
Sosnowa – część wsi Leszczydół-Nowiny w Polsce położona w województwie mazowieckim, w powiecie wyszkowskim, w gminie Wyszków.
W latach 1975–1998 Sosnowa administracyjnie należała do województwa ostrołęckiego.
Wierni kościoła rzymskokatolickiego należą do parafii Chrystusa Sługi w Leszczydół-Nowinach.